# Fränkische Saale
Fränkische Saale er en flod der løber i delstaten Bayern i Tyskland, og den er en biflod til Main fra højre med en længde på 136 km. Den må ikke forveksles med Saale i Sachsen, som er en biflod til Elben.
Fränkische Saale løber gennem Bad Königshofen, Bad Neustadt, Bad Kissingen, Hammelburg og munder ud i Main i Gemünden am Main. Den har sit udspring i bjergområdet Rhön,    i landkreis Rhön-Grabfeld. To steder er der kilder til Saale. Den første er Alsleben (Fränkische Saale Quelle) og den anden er mellem Sternberg og Obereßfeld (Saale Quelle). Kilden øst for Alsleben er en stor kilde, og en tredje mulig kilde er Brennhausen.
50°17′57″N 10°35′40″Ø / 50.2992°N 10.5944°Ø